# Kostel Zvěstování Panny Marie (Doly)
Kostel Zvěstování Panny Marie se nachází u vsi Doly, části města Luže v okrese Chrudim.

## Historie
Kostel stojí v údolí Novohradky nad soutokem s Krounkou u zaniklé vsi Janovice (místo s kostelem je označováno také Janovičky). Poslední zmínka o vesnici pochází z roku 1454. V roce 1350 se uvádí jako farní s kostelem Zvěstování Panny Marie. Kostel patří římskokatolické farnosti – děkanství Skuteč. V letech 2011–2015 byl z dotací (Ministerstvo kultury ČR, Pardubický kraj, město Luže), darů a díky brigádám postupně opraven do stávající podoby a v roce 2016 kolaudován.
Původní kostel, který stál na místě hřbitova, byl románský z konce 11. století. R 1741 byl zbourán. Kostel v dnešní podobě byl postaven na náklady hraběte Štěpána Viléma Kinského v letech 1741–1746 podle plánů významného rakouského architekta Donata Felice d'Allio (1677–1761) a posvěcen roku 1746 skutečským děkanem Františkem Jeronýmem Bartoněm.
Součástí kostela je malý hřbitov. V roce 2004 zde byl pohřben český spisovatel Jiří Šotola. V hřbitovní zdi jsou patrny použité stavební bloky předchozích staveb, pravděpodobně předcházejícího kostela či kaple. 

## Galerie

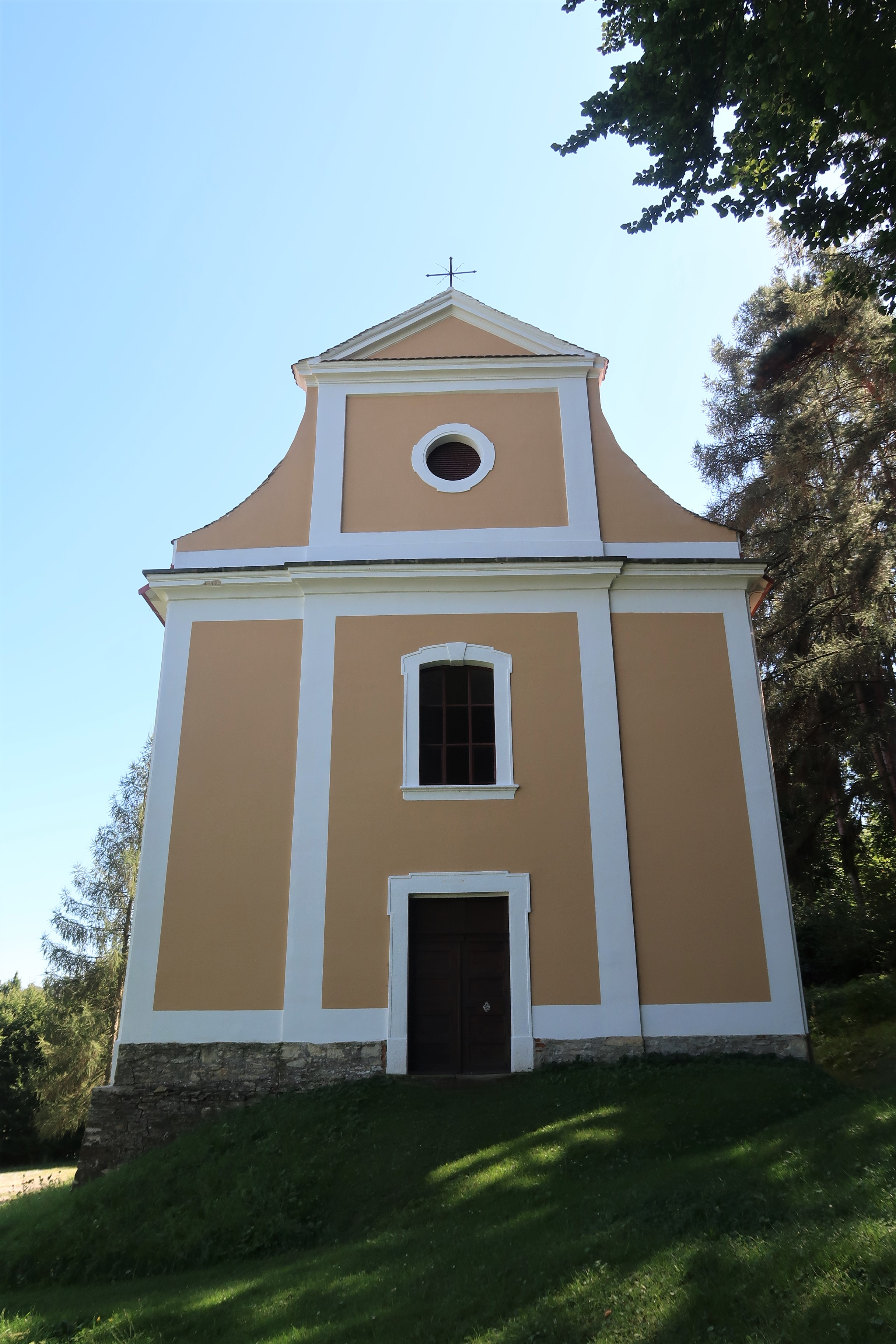
Průčelí kostela od západu
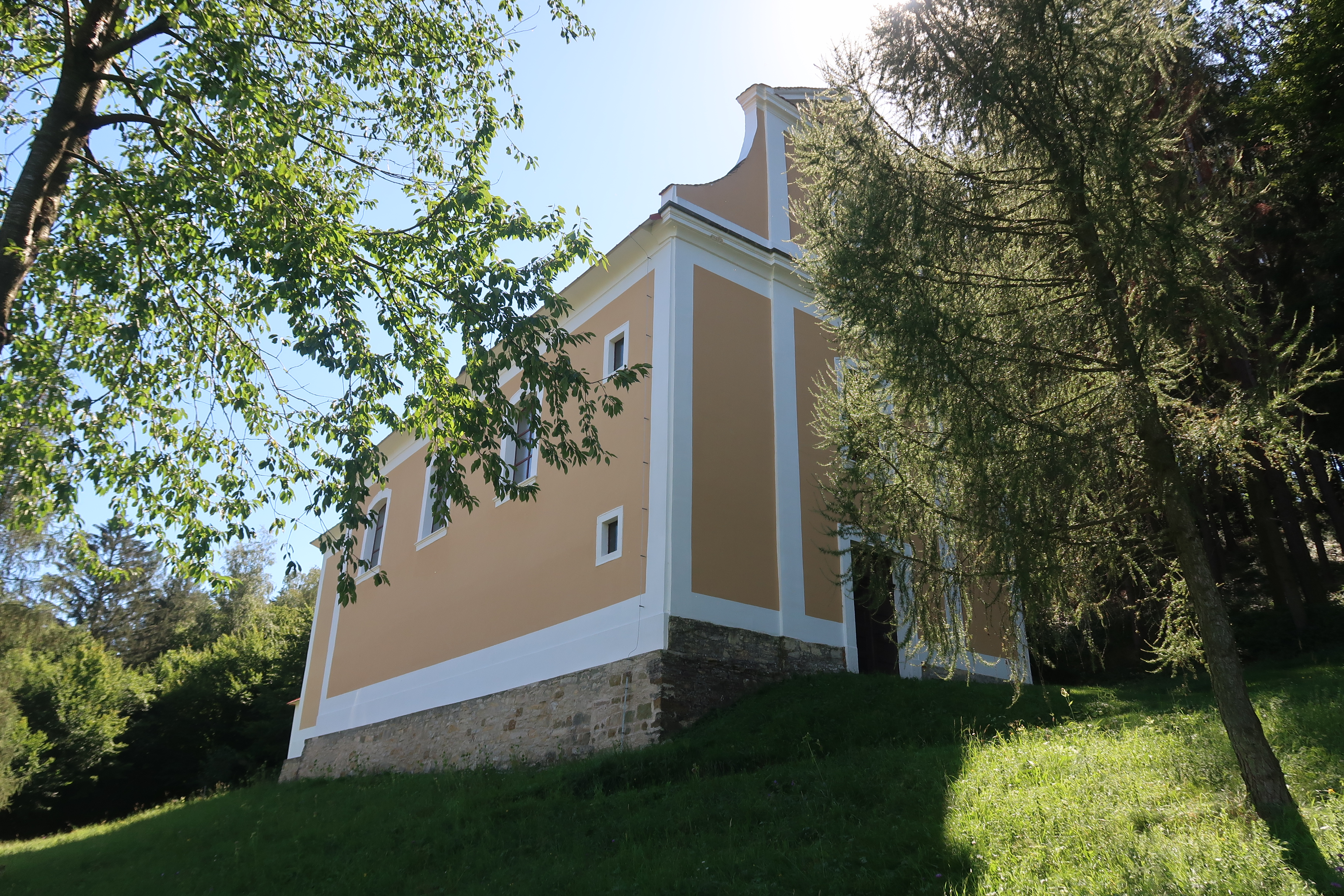
Kostel pohledem ze silnice od Košumberka
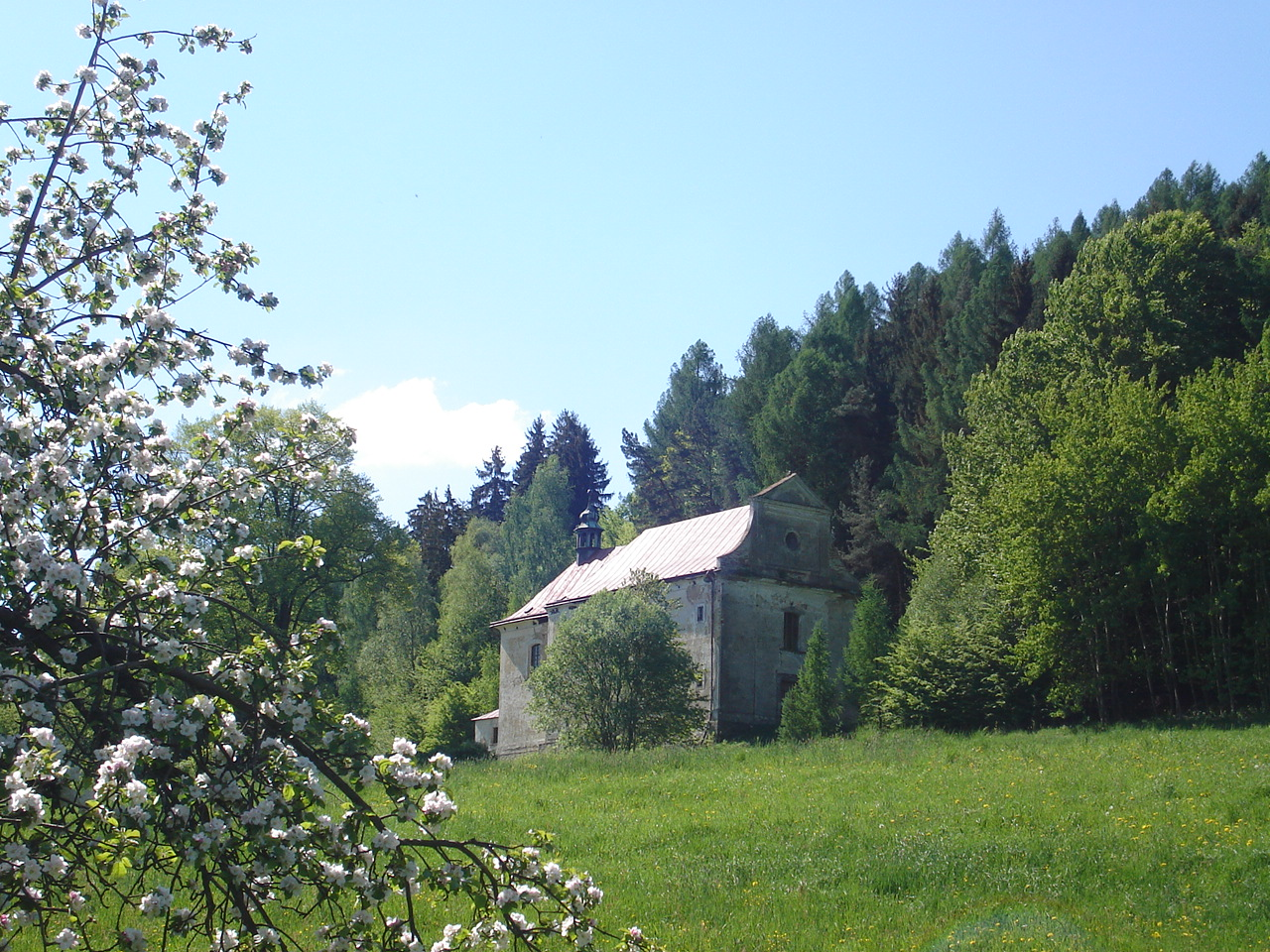
Pohled od severu
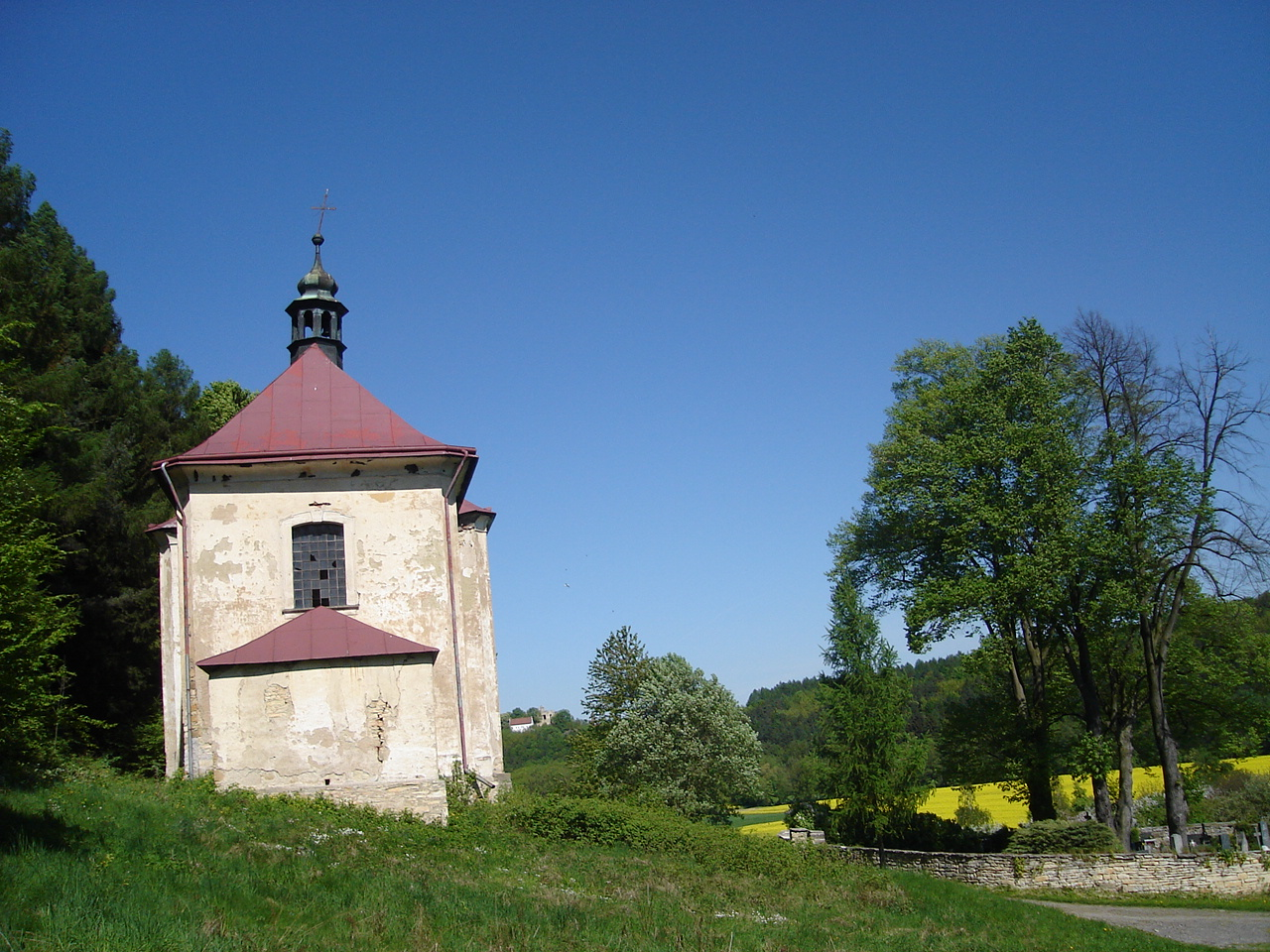
Pohled od jihovýchodu na kostel a přilehlý hřbitov. V pozadí zřícenina hradu Košumberk
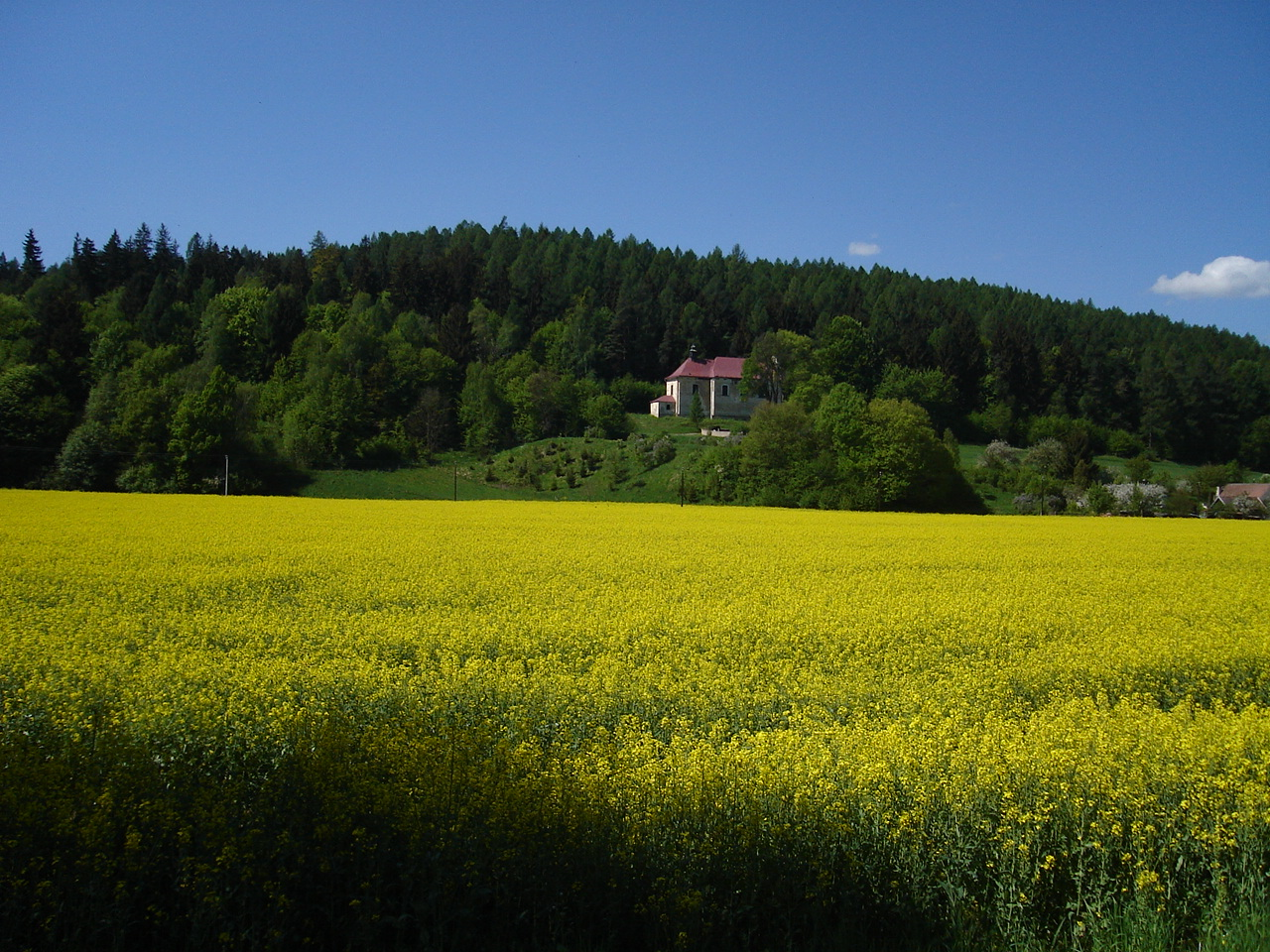
Pohled od severovýchodu
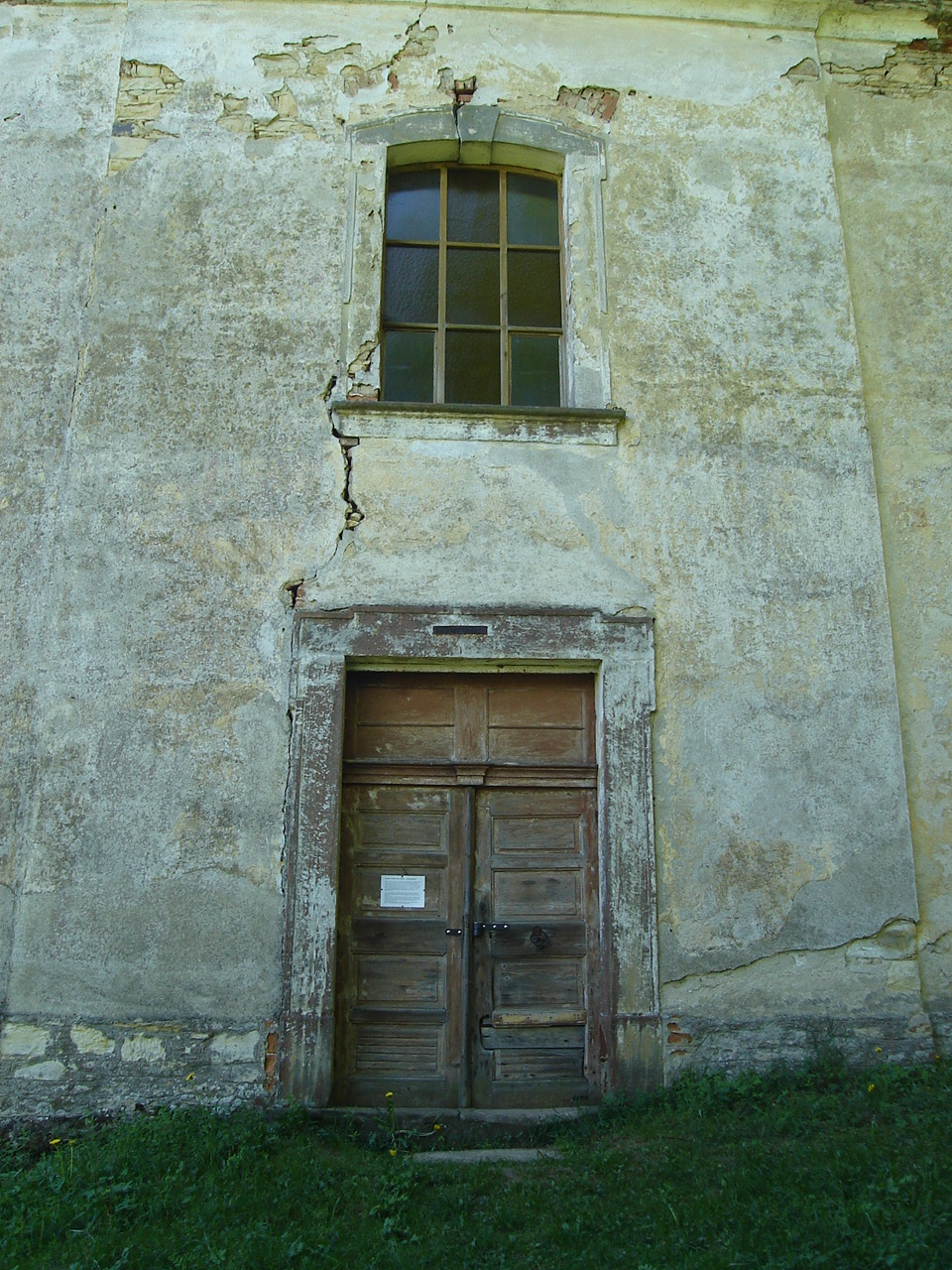
Vstup do kostela